# Kloster Sankt Josef (Neumarkt in der Oberpfalz)

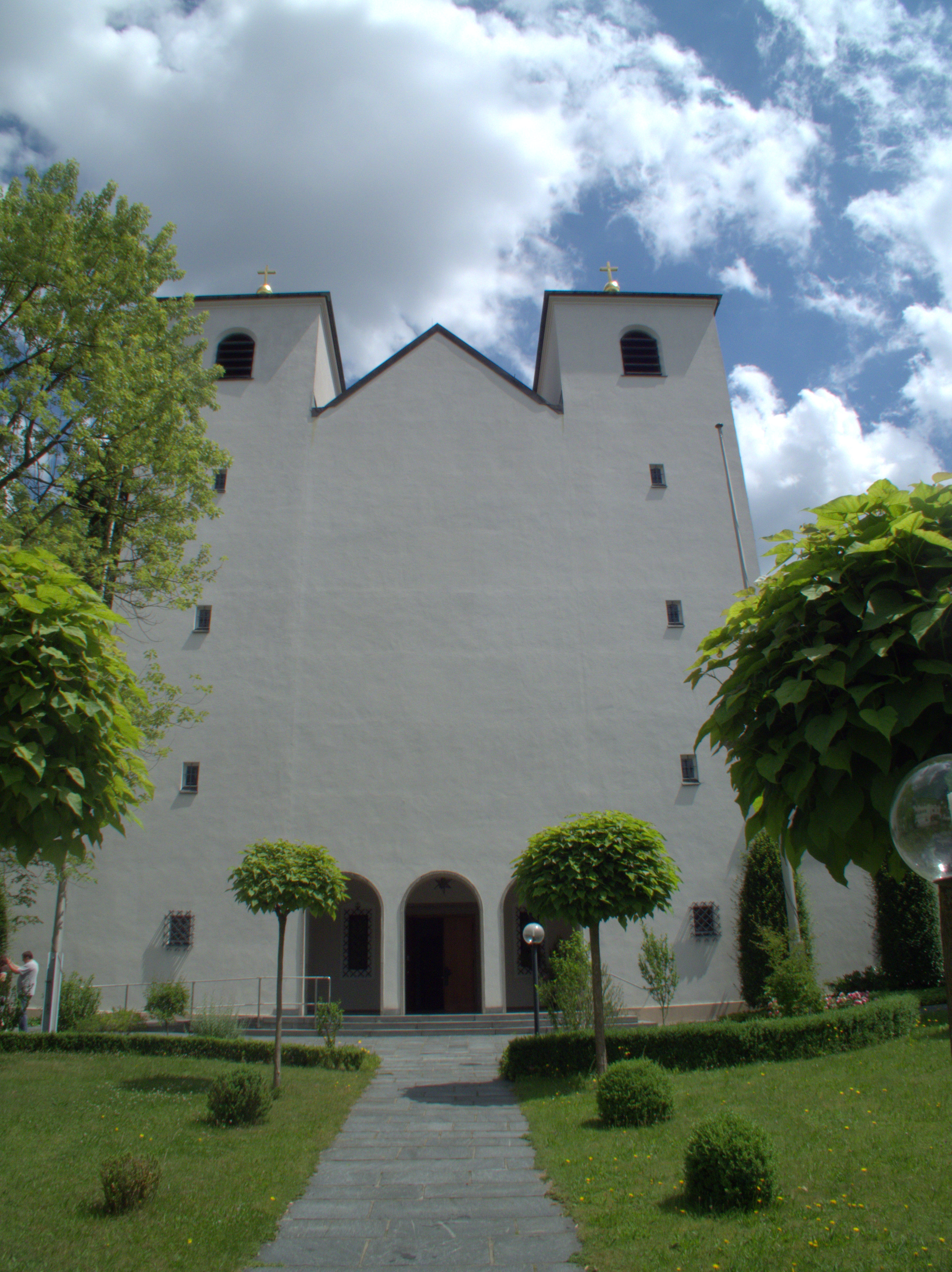
Klosterkirche St. Josef

Das Kloster Sankt Josef Neumarkt ist eine Niederlassung der Schwestern vom Göttlichen Erlöser (Niederbronner Schwestern). Es liegt am Fuße des Mariahilfberges in Neumarkt in der Oberpfalz.

## Geschichte
Das Kloster St. Josef entstand 1920. Mit Schreiben vom 28. August 1920 erlaubte der damalige Bischof von Eichstätt die Errichtung des Provinzmutterhauses für die Provinz Bayern-Pfalz (von 1951 bis 2005 Provinz Bayern) im ehemaligen Kurhaus Wildbad in Neumarkt. Die Kirche im Kloster St. Josef wurde 1932 geweiht. Im Kloster St. Josef leben heute etwa 150 Schwestern, von denen viele hier ihren Ruhestand verbringen.
Zum Kloster gehört auch die Heilquelle des ehemaligen Kurhauses, dessen Wasser heute von der Neumarkter Lammsbräu abgefüllt und vertrieben wird.

## Hotelbetrieb und Seminarhaus
Weite Teile des Klostergeländes werden von den Schwestern vom Göttlichen Erlöser heute als allgemein zugänglicher Hotelbetrieb mit einer großen Zahl von Seminar- und Tagungsräumen betrieben. Parallel zum Hotel- und Seminarbetrieb finden im Kloster noch immer Exerzitien für die Schwestern anderer Niederlassungen des Ordens statt.